# Hoplodactylus tohu
Hoplodactylus tohu — вид ящірок з родини диплодактилідів (Diplodactylidae). Описаний у 2023 році.

## Поширення
Ендемік Нової Зеландії. Ареал виду обмежений дрібними острівцями у протоці Кука, хоча раніше він був поширений на Південному острові.

## Назва
Назву виду tohu запропонував Шарон Барчелло-Геммел — рангатира (вождь) іві (племені) Те Атіава о Те Вака-а-Мауї (Te Atiawa o Te Waka-a-Māui), на честь свого предка Тогу Какагі (1828—1907). У 1880 році Тогу очолив ненасильницький опір європейській експансії у регіоні Парігака, відстоював традиційні цінності маорі та виступав проти алкоголю.